# راديكال إنترتينمنت
راديكال إنترتينمنت (بالإنجليزية: Radical Entertainment)‏، هي شركة ألعاب فيديو كندية، أسست سنة 1991م، وأنتجت لعدة ألعاب ومنها لعبة بروتوتايب.

## وصلات خارجية
- راديكال إنترتينمنت في موبي جيمز